# Стоун (фильм, 2010)
«Стоун» (англ. Stone) — драматический триллер режиссёра Джона Кёррана.

## Сюжет
Джек Мейбри (Роберт Де Ниро) — инспектор по условно-досрочному освобождению. Перед самым его выходом на пенсию к нему попадает дело Джеральда Крисли (Эдвард Нортон), которое меняет всю его жизнь. Последний же предпочитает, чтобы его называли Стоун, и он готов на всё, чтобы выйти из тюрьмы. Для этого он просит свою жену повлиять на решение служителя закона. Люсьетта (Милла Йовович) — красавица-жена Стоуна — пытается манипулировать полицейским ради досрочного освобождения Стоуна. В конечном итоге каждый из героев должен будет совершить свой нравственный выбор, за который будет либо награждён, либо понесёт расплату.

## В ролях
- Эдвард Нортон — Стоун
- Милла Йовович — Луситта, жена Стоуна
- Роберт Де Ниро — Джек Мейбри, инспектор исправительной колонии
- Фрэнсис Конрой — Мэделин Мейбери, жена Джека
- Энвер Джокай — Джек в молодости
- Пеппер Бинкли — Мэделин в молодости

## Отзывы
На сайте Rotten Tomatoes фильм имеет рейтинг 49 %, что основано на 97 рецензиях критиков, со средней оценкой 5,8 из 10.
На сайте Metacritic у фильма 58 баллов на основе 27 отзывов.

## Интересные факты
- Этот фильм является второй совместной работой двух актёров, Роберта Де Ниро и Эдварда Нортона сыгравших главные роли. Первой совместной работой актёров был фильм Медвежатник, где оба актёра также играли в одном фильме две главные роли.

## Премьерный показ в разных странах
- Канада — 10 сентября 2010 (Кинофестиваль в Торонто); 15 октября 2010 (ограниченный показ на широком экране)[4]
- Швейцария — 28 сентября 2010 (Кинофестиваль в Цюрихе)
- США — 3 октября 2010 (Кинофестиваль «Вудсток»); 8 октября 2010 (ограниченный показ); 9 октября 2010 (Кинофестиваль в Милл-Волли)
- Греция — 7 октября 2010
- Эстония, Турция — 8 октября 2010
- Россия — 9 октября 2010 (Фестиваль американского кино); 14 октября 2010 (широкий экран)
- Грузия, Казахстан — 14 октября 2010
- Болгария — 15 октября 2010
- Кувейт — 21 октября 2010
- Бразилия — 22 октября 2010
- Япония — 26 октября 2010 (Кинофестиваль в Токио); 30 октября 2010 (широкий экран)
- Филиппины — 27 октября 2010
- Португалия — 16 декабря 2010